# Dúplex (pel·lícula)
Dúplex  (títol original: Duplex) és una comèdia germano- estatunidenca dirigida per Danny DeVito, estrenada l'any 2003. Ha estat doblada al català

## Argument
El somni americà: Alex (Ben Stiller), un escriptor novaiorquès que redacta la seva segona rovel·la està casat amb Nancy (Drew Barrymore), redactora d'una gran revista. Somien fundar una llar en una bonica casa. El duplex que els ha proposat per l'agent immobiliari (Harvey Fierstein) al barri de Brooklyn sembla tret d'un somni. Només un defecte, mínim, pensen, el pis està llogat per una vella dama d'origen irlandès, la Sra. Connelly (Eileen Essel), que el contracte de lloguer impedeix expulsar, però que sembla simpàtica i de mala salut.

## Repartiment
- Ben Stiller: Alex
- Drew Barrymore: Nancy
- Eileen Essell: sra. Connelly
- Harvey Fierstein: Kenneth
- Justin Theroux: Coop
- James Remar: Chick
- Robert Wisdom: oficial de policia Dan
- Swoosie Kurtz: Jean
- Wallace Shawn: Herman
- Maya Rudolph: Tara
- Amber Valletta: Celine
- Cheryl Klein: Ginger
- Tim Maculan: Terrence
- Jackie Titone: la barmaid
- Eugene Lazarev: senyor Dzerzhinsky
- Danny De Vito: el narrador

## Al voltant de la pel·lícula
- Sobre el mateix esquema, Pierre Tchernia va escriure i va realitzar l'any 1972: Le Viager
- El film va ser mal rebut, i Drew Barrymore va ser nominat pel premi Raspberry a la pitjor actriu, que va perdre davant de Jennifer Lopez per a Amors tèrbols.[3]

## Crítica
- "Hi ha massa ardits i no suficient credibilitat, així que finalment gaudim d'unes actuacions desitjant que haguessin estat en una pel·lícula més persuasiva. (...) Puntuació: ★★ (sobre 4)."[4]
- "El seu major inconvenient és que és només un idea divertida, perllongada repetidament durant tant temps que fa que la pel·lícula sembli llarga fins i tot tenint 87 minuts."[5]
- "És un petita pel·lícula amb mala llet, però també és poca cosa i repetitiva: una premissa a la recerca d'una història."[6]